# Вагенетия
Вагенетия (на гръцки: Βαγενετία) е склавиния на епирските ваюнити, които участвали в обсадата на Солун, начело с Хацон.
Склавинията просъществува докъм началото на 10 век, когато е присъединена, включена и интегрирана в рамките на Първата българска държава.  Нещо повече, регионът в чисто българската историография е известен и като южна част на Кутмичевица. Името Вагенетия остава предимно в историографска употреба през средновековието до 1270 г.  Производни топоними като виянити и виянти оцеляват до 16 век в Османски Епир в рамките на санджак Делвина.  Името на река Воюса също произлиза от този топос. 
По османско време за означение на тези стари средновековни български земи влиза в употреба името Чамерия/Чамурия. Днес, във връзка с т.нар. смяна на топоними в Гърция след присъединяването на Епир по време на Балканската война, целия този регион е известен с гръцкото означение Теспротия (макар теспротите да не са елини).